# Ворожбиты
Ворожбиты (бел. Варажбіты) — деревня в Берёзовском районе Брестской области Белоруссии. Входит в состав Селецкого сельсовета.

## География
Деревня находится в центральной части Брестской области, при автодороге Н-104, на расстоянии приблизительно 13 километров (по прямой) к западу от города Берёза, административного центра района. Абсолютная высота — 159 метров над уровнем моря. Площадь населённого пункта — 0,288 км².

## История
По состоянию на 1905 год, в Ворожбитах проживало 267 человек. В административном отношении деревня входила в состав Селецкой волости Пружанского уезда Гродненской губернии.
Согласно Рижскому мирному договору (1921), деревня вошла в состав межвоенной Польши. Входила в состав гмины Селец Пружанского повета Полесского воеводства Польши. В 1921 году числилось 172 жителя, проживавших в 40 домах. В этническом составе населения того периода поляки составляли 100 %. В конфессиональном составе населения преобладали православные христиане (91 %).
С 1939 года в БССР, с 1940 года деревня в составе Нарутовицкого сельсовета.

## Население
По данным переписи 2019 года, в деревне проживало 38 человек.
| Год  | Население, человек |
| ---- | ------------------ |
| 1905 | 267                |
| 1921 | ↘ 172              |
| 2009 | ↘ 51               |
| 2019 | ↘ 38               |